# Дудка Микита Юрійович
Микита Юрійович Дудка (нар. 18 грудня 2000) — український футболіст, півзахисник молодіжного складу «Олександрії».

## Життєпис
Футболом розпочав займатися у 6-річному віці в складі «Кременя». У ДЮФЛУ виступав за вище вказану команду. Напередодні старту сезону 2017/18 років перейшов у «Ворсклу», у складі юніорської (U-19) команди зіграв 18 матчів.
У 2018 році перейшов до «Олександрії». У своєму дебютному сезоні в складі «городян» грав переважно за юніорську (U-19) команду, також провів 1 матч за молодіжну команду. По завершенні сезону 2018/19 років переведений до молодіжного складу олександрійців, де відіграв один сезон. Наступний сезон також розпочав у молодіжному складі «жовто-чорних». У середині жовтня 2020 року в «Олександрії» стався спалах коронавірусної хвороби, захворіли 27 футболістів та працівників клубу, через що команді довелося залучати до тренувань з головною командою гравців молодіжного та юніорського складу. У зв'язку з вище вказанними обставинами 18 жовтня 2020 року Микита отримав можливість дебютувати за головну команду олександрійців у переможному (4:3) домашньому поєдинку 6-го туру Прем'єр-ліги проти петрівського «Інгульця». Дудка вийшов на поле в стартовому складі, на 41-й хвилині відзначився першим голом у дорослому футболі, а на 79-й хвилині його замінив Каспарс Дубра.  Авторитетне інтернет-видання UA-Футбол включило Микиту до символічної збірної 6-го туру УПЛ на позиції опорного півзахисника.